# Studerhorn
Studerhorn är ett berg på gränsen mellan kantonerna Bern och Valais i Schweiz. Det är beläget i Bernalperna, cirka 70 kilometer sydost om huvudstaden Bern. Studerhorn ligger mellan Finsteraarhorn och Oberaarhorn. Berget har namngivits efter den schweiziske geologen Gottlieb Samuel Studer. Toppen på Studerhorn är 3 632 meter över havet.